# قلوب لا تعرف الحب (مسلسل)
قلوب لا تعرف الحب هو الأوبرا الصابونية المكسيكية الذي أنتاجها خوسيه ألبرتو كاسترو عن شركة تيليفيزا حيث مثل فيها عديدة من النجوم لامعة في المكسيك وخارجها منهم خوسيه رون.

## القصة
تدور أحداث المسلسل في ولاية تشياباس الجنوبية في مدينة توكستلا غوتيريز، حيث فتاة اسمها آنا باولا (آنا بريندا كونتريراس) كانت فتاة على وشك التخرج من جامعة كممرضة لها خالة تدعى روساورا (آنا بيرثا إسبن) وهي الأنانية تريد تخلص من الفقر مهما كان بحيث كانت تقدم ابنة أختها إلى صاحب المنزل الذي يسكنون فيها بمقابل المال، ولها أيضا أخ يدعى ميغيل (أوسفالدو بينافيدس) هو الفتى طيب كانت العائلة تعتمد عليه في حصول على المال، ولكن بعد حادث السرقة التي اتهم فيها تم دخله على المشفى بسبب إصابته برصاصة في ذراعه، تمكن برونو رومو (خوليان غيل) هو رجل طامع يريد الحصول على أرضه الذي انتزعها منه روخيليو مونتيرو (خورخي ساليناس) من والده الذي توفي ولما كان هو في مكسيكو، من مساعدة العائلة بتدبير لآنا باولا عملاً لدى مديره روخيليو رفضت لآنا في البداية ولكن اقتنعت بفكرة وذهبت هُناك إلى مزرعة ديل فويرتي في قرية سان غابرييل هكذا التقت آنا بروخيليو بسرعان ما تم نقذ روخيليو من آنا قررت بعد ذلك الرجوع بسبب معاملته السيئة لموظفه وأيضا التقت آنا في سان غابرييل بحبها الأول غوستافو دوارن (خوسيه رون) الذي أنقضها من الموت في وشك النهر، قررت آنا البقاء في المزرعة بعد الضغط من خالتها وموظفين المزرعة منهم ماريا (آنا مارتن) مربية روخيليو وأخته سينثيا (سوزانا كونزاليس) هي الفتاة حالمة وتريد الخروج من مزرعة مهما كان ومع الحصول على ورثتها التي هي نصف المزرعة، وأيضا مارغريتو (برناردو فلوريس) الذي يتبين لاحقا أنه ابن روخيليو، ولكن بعد فترة تغادر آنا المزرعة مما يؤدي إلى غضب روخيليو وخالتها وتقبل آنا بغوستافو وتعيش معه أجمل للحظات حياتها، وثم ترجع في اليوم التالي إلى توكستلا مما بحيث خالتها تغضب كثيراً ثم تقرر روساورا وبرونو اقناعها بالرجوع ولكنها في كل مرة ترفض، وأيضا يقوم روخيليو تلاعب بحب حياتي السابقة فانيسا (مار كونتريراس) التي تركتها بعد معرفة بأنه عجز ومشلول، ويخدها بحبها إليها وتصدق حبه فسرعان ما تطلق زوجها إستيبان (ماركو منديز)، وأيضا أخته سينثيا تقوم بحب دافيد رومو (خورخي أرافينا) هو شريك روخيليو في الشركة ومدير السابق لغوستافو وميغيل، ولكن بعد حادث ميغيل الذي يقتل شخصين في عمل واعتقدها أيضا بأن غوستافو توفي تغير آنا قراره بأن تزوج روخيليو للأنقاض أخيها من تعذيب في السجن، وبعد زواجهم تصبح الحياة مع روخيليو مملة مع مرور الوقت، ولكن سرعان ما تقع في حبه وبعد تغيير معاملته إلى موظفيه ولكن برونو يحقد على روخيليو حيث يريدها لنفسه بعد الاستيلاء على نصف أملاكه عن طريقها بحيث يطلب من روساروا أن تعطيه أوراق هوية غوستافو التي تم انتزاعها منه عند محاولة قتله، وبعدها يخبأها في مكتبة روخيليو واستطاع باولا أجيدها عن طريق برونو بعد أن قاما ببحث عن إحدى أوراق الرسمية وبدأت باولا تكره روخيليو قررت الفرار من مزرعة هي ومارغريتو وفي إحدى القرى القربية من سان غابرييل استطعت أن تجد غوستافو بصدفة وأيضا لاحقت خالتها به ومع السيد فيرديكو الذي اعترف بها كابنة ورجعت باولا إلى توكستلا مع خالتها وغوستافو ومارغريتو ووالدها الذي استأجر لهم غرفة في الفندق ورجع فيدريكو إلى منزله وأخبر عائلته بأن باولا هي ابنته وأيضا أخبرهم باعترف بها ويريد إعطاء حقها من الميراث ولكن إليسا زوجته تقوم بقتله وحرق جتثه كي لا تسطيع باولا وخالتها أخذ المال، يقوم روخيليو ببحث عن باولا ويقوم بملاقاة روساروا التي تعطيه خطة لقبض على باولا وهكذا ترجع باولا وخالتها ومارغريتو إلى المزرعة وتلقى باولا أخيه أصبح مدمن كحول ويقرر كل أفراد المزرعة بما فيهم روخيليو وكونسويلو مساعدته وأيضا سرعان ما ترجع باولا إلى حبها لروخيليو، وأيضا تلتقي سينثيا بغوستافو بحيث تقع في حبه ولكن غوستافو يضل يحب باولا حتى النهاية تقرر سينثيا احضر غوستافو وأخته مرسيدس إلى المزرعة وهناك يلتقى بـ باولا حيث يتفاجأ بأنها زوجة روخيليو ولكن يخبأن هذا السر عن أفراد هذه المزرعة ولكن سرعان ما تكتشف ماريا وأيضا سينثيا أنهم على علاقة سابقة ويقرر روخيليو إجراء عملية حتى يستطيع المشي من جديد ويأمن المزرعة إلى زوجته باولا ويغادر إلى مكسيكو مما يغضب أخته سينثيا التي تخضر مكائد لباولا التي تبين أنها حامل من غوستافو وسرعان ما تصبح باولا ملزمة الفراش وبعد وصول الأخبار إلى روخيليو بأن باولا مريضة بحيث يلقى كل ما حوله ويرجع إلى المزرعة وأيضا يعلم أن باولا حاملا من رجل أخر ولكن روخيليو يتقبل الأمر ويقرر تبني هذا الطفل مما يؤدي إلى إغضاب غوستافو الذي سيخبره بأنه والد هذا الطفل ولكن روخيليو يقوم بطرد غوستافو من المزرعة ويمنع دخوله إليها فيبقى في سان غابرييل، ويقوم تيتو صديق برونو بقتل ماريبسا ابنة ماكريا وأولسيس ويلتقي التهمة علي ميغيل ولكن سرعان ما يكتشف بأنه بريء وأن تيتو هو من قتلتها، يقوم برونو وسينثيا وفانيسا بإدخال مارغريتو إلى الميتم وذلك محاولين أن روخيليو يقوم بتعذيبه ولكن سرعان ما يتبين أنه ابنه، وأيضا تقوم سينثيا بزواج مدني مبني على عقد مثله مثل زواج روخيليو وباولا بحيث تتزوج من غوستافو الذي يريد إنقاذ باولا من روخيليو في حين هي تريد نصف المزرعة التي هي من ميراثها ولكن سرعان ما تصبح حياة مملة بينهما بسبب حقدها من باولا وأيضا تقوم بمكائد بعدم مالاقاة باولا مع غوستافو بحيث حاولت قتل باولا ولكنها تفشل ولكن ذلك يؤدي إلى وفاة الجنين وتسطيع باولا النجاة من الموت، ويرضي أخيراً روخيليو بأعطي سينثيا حقها ولكن هذه المرة المزرعة كانت على وشك الإفلاس ذهب هو وزوجته إلى مكسيكو بإجراء العملية وأيضا اقراض الأموال من المصرف ولكن عملية تفشل هذه المرة بعد زيادة برونو الجرعة في دمه وأُصيب روخيليو بمرض نفسي حيث أصبح يكره كل شيء كأنه أصبح روخيليو القديم قامت باولا بمؤاساته ولكنه سرعان ما يتم طردها خارج المزرعة عند بيت استأجره في سان غابرييل ولكنها رفضت ذلك واستأجرت غرفة في الفندق قرر باولا العمل ولكن روخيليو رفض ذلك واستخدم سلطته في فرض ذلك ولكن باولا قررت رحيل نهائياً عن سان غابرييل إلى إحدى القرى التي لا يستطيع روخيليو فرض سيطرته ولكن ماريا اقنعت باولا بأن روخيليو يحبها ولا يستطيع تخلي عنها وهكذا رجعت باولا إلى المزرعة وبعد أيام تخلى روخيليو عن عصِبيته ورجعا إلى بعضهم، ويتبين لاحقاً أن سينثيا هي ابنة ماريا وأنها وحامل تبين لاحقا عنه من إفرايين وأيضا كانت لا تهتم نفسه وأصبحت تكره جنينها مما يسبب إلى إغضاب غوستافو الذي يقرر أخذها إلى طبيب نفسي ولكنه ترفض مما يسبب انجابها طفلتها مبكراً وفي صحة غير جيدة وسرعان ما يتبين أنه طفلة إفرايين مما يؤدي إلى غضب الجميع من إفرايين الذي تبيين أنه شخص منافق ويتم طرده خرج المزرعة ويطلب بطفلته ولكن يتوفى إلى يد سينثيا ويتم زجه والدتها ماريا التي اعترفت بأنها هي قتلته، ماريا أصبحت خلف القضبان تعترف أن سينثيا وإفرايين هم الذين قتلوا طفل باولا وغوستافو وتخبر روخيليو بذلك والذي بدوره يخبر غوستافو من ثم باولا الذين يخبرون الشرطة بهذه المؤامرة ويأمرون باعتقالها ويتبين أيضا أن ماريا ليست قاتلة وإنما هي سينثيا ولكن سينثيا تهرب من المزرعة على ظهر الحصان التي منعت من مركوبه بسبب العملية وتدخل المشفى مؤقتاً وبعد مكائدها هي في المشفى تحاول بأنها مجنونة ويصادقها الجميع ولكنها تلاعب بهم من خلال صديقتها فانيسا وبرونو لكي لا تذهب إلى السجن وتبقى في المشفى دائماً روخيليو وباولا يقرران الزواج في الكنيسة وسينثيا تقرر بيع منزل المزرعة عن طريق وكيلها برونو وفانيسا التي تقرر شراءه وفي يوم زفافهم تأتي فانيسا إلى روخيليو وتريد بيعه ولكن روخيليو يرفض ذلك إلى غدا لأن اليوم هو يوم زواجه تغضب فانيسا من ذلك تقرر إحضار ورقة إلى أختها باولا التي فيها براءة أخيها ميغيل من الجريمة حيث دفع روخيليو بطلب من ديفيد باتهام ميغيل في هذا الحادث بحيث يستطيع الزواج من باولا وإنقاذ أخيها من السجن لاحقاً، واعترف أخيراً روخيليو بأنه هو من فعل ذلك وتم إلغاء الزفاف، ولكن يوم مغادرتهم المزرعة تم القبض على ميغيل بحيث صادر حكم المحكمة بادنته مما اغضب باولا كثيراً، وميغيل في السجن استطاع الزواج من حب حياته داني، وأيضا تم نقل سينثيا إلى السجن ولكن سرعان ما تم نفل ميغيل إلى توكستلا بحيث لقى عدوه السابق في السجن ولكن هذه المرة يقوم بحمايته وقررت سينثيا وبرونو لاحقا قتل ميغيل عن طريق هذا العدو، ولكنه اعترف له كل شيء بأن خالته وبرونو هم وراء كل ذلك واستطاع ميغيل انفاذ من الموت بإطلاق سراحه سراع للذهاب إلى سان غابرييل لأخبر أخته بذلك ولكن برونو قتله بعد سماع أقواله أمام خالته وليفق الاتهامة إلى سينثيا بأنها هي القاتلة، ولكن روساورا سرعان تكشف الأمر لـ باولا والتي أخبرت غوستافو ومن ثم روخيليو وأيضا تم اتهام برونو بالاختلاس أموال روخيليو واستطاع معرفة ذلك عن طريق فانيسا وروساورا التي أُصيب في ركبه برصاصة من برونو تم زجها في السجن واستطاع سينثيا وبرونو من الهروب ولكن سينثيا لا تستطيع الهروب بعيداً دون أوراق هامة في المزرعة لذلك قررا أخذ هذه الأوراق والأموال من المزرعة ومن ثم حرقها، غوستافو يتحدث مع روخيليو ويعترف بخسارة حبه لـ باولا وأيضا بأنه سيذهب بعيداً من المزرعة ولا سيرجع إليها، قامت سينثيا بأخذ الأوراق من المكتب وحرقها ولكنه ولم تستطع الخروج بسبب اغلاق برونو لأبواب، برونو يقوم بسرقة الأموال من الخزنة لكن روخيليو وغوستافو يفضحنه ويدخل في مشاجرة بينه وبين غوستافو ويتم يقتل غوستافو، ويتم زج برونو في السجن، وبهكذا يتزوج روخيليو وباولا في الكنيسة.

## الأدوار
| الممثل               | الدور           | الشخصية                                                                       |
| -------------------- | --------------- | ----------------------------------------------------------------------------- |
| آنا بريندا كونتريراس | آنا باولا       | فتاة جميلة تقع في حب غوستافو، ثم أصبحت زوجة روخيليو.                          |
| خورخي ساليناس        | روخيليو مونتيرو | رجل مشلولاً عصبي بعض الشيء يقع في حب فانيسا سابقاً ثم زوج آنا باولا.            |
| خوسيه رون            | غوستافو دوارن † | شاب جاذب يقع في حب باولا، ثم أصبح زوج سينثيا.                                 |
| سوزانا كونزاليس      | سينثيا          | فتاة حالمة تقع في حب برونو وإفريين ثم دافيد، ثم أصبحت زوجة غوستافو.           |
| خوليان غيل           | برونو           | شاب يريد استرجاع أملاكه من روخيليو.                                           |
| آنا بيرثا إسبن       | روساورا         | إمراة طامعة وهي خالة باولا وميغيل.                                            |
| آنا مارتن            | ماريا           | خادمة مربية روخيليو ووالدة سينثيا.                                            |
| إنغريد مارتز         | داني            | صديقة باولا المفضل وتقع في حب ميغيل.                                          |
| فابيان روبلس         | أفرايين †       | كبير الموظفين في مزرعة يقع في حب سينثيا ويخدع في حبه لكونسويلو.               |
| مار كونتريراس        | فانيسا          | فتاة تقع في حب روخيليو، وهي طليقت إستيبان.                                    |
| أوسفالدو بينافيدس    | ميغيل †         | شقيق باولا ويقع في حب داني.                                                   |
| ماركو منديز          | إستيبان         | طليق فانيسا وصديق غوستافو ومرسيدس.                                            |
| برناردو فلوريس       | مارغريتو        | طفل صغير يعيش في المزرعة، وابن روخيليو، وربيب باولا.                          |
| ميشيل رامجيلا        | كونسويلو        | خادمة في المزرعة وقريبة ماريا تقع في الحب إفرايين ثم هوغو.                    |
| أنيس                 | مرسيدس          | مديرة الممرضات في إحدى المستشفيات في المدينة وهي شقيقة غوستافو وزوجة لإرنستو. |
| خورخي أرافينا        | دافيد †         | شريك روخيليو ويقع في حب سينثيا.                                               |
| أليخاندرو أفيلا      | إرنستو          | دكتور في المستشفى وزوج لمرسيدس.                                               |
| أومبرتو إليزوندو     | فيدريكو†        | والد فانيسا وآنا باولا وشريك روخيليو.                                         |
| إيزابيلا دوبيرون     | إليسا           | زوجة فدريكو ووالدة فانيسا.                                                    |
| باتي دياز            | ماكاريا         | موظفة في محل في سان غابرييل ووالدة ماريبسا وزوجة أولسيس، وكانت تحب إفرايين.   |
| أوريل ديل تورو       | هوغو            | موظف في المزرعة ديل فويرتي يقع في حب كونسويلو.                                |

## روابط خارجية
- قلوب لاتعرف الحب على موقع IMDb (الإنجليزية)
- قلوب لاتعرف الحب على موقع فيلمافينيتي (الإسبانية)
- قلوب لاتعرف الحب على موقع كينوبويسك (الروسية)
- قلوب لاتعرف الحب على موقع قاعدة بيانات الفيلم (الإنجليزية)